# Маркс, Вильгельм
Вильге́льм Маркс (нем. Wilhelm Marx; 15 января 1863, Кёльн — 5 августа 1946, Бонн) — немецкий юрист и политик (Германская партия Центра). В 1923-24 и 1926-1928 годах занимал пост рейхсканцлера Веймарской республики.
В 1925 году Вильгельм Маркс был выдвинут кандидатом в рейхспрезиденты от Веймарской коалиции (СДПГ, НДП и Германская партия Центра), но проиграл Паулю фон Гинденбургу. Вильгельм Маркс всегда находился в тени других политиков: Густава Штреземана или Фридриха Эберта. Тем не менее в истории Веймарской республики он остался как одна из центральных политических фигур, боровшихся за единство демократического лагеря.

## Биография
Родился в семье школьного учителя, вырос в Кёльне. После того как врачи признали его непригодным к воинской службе из-за сильной близорукости, поступил в Боннский университет, где изучал юриспруденцию.
После окончания учёбы служил судьёй в Эльберфельде, затем в Кёльне и Дюссельдорфе, но не мог добиться в Пруссии особых высот на государственной службе из-за своего католического вероисповедания и принадлежности к партии Центра.
В 1891 вступил в брак с Иоганной Феркойен. Брак длился 55 лет, у них было четверо детей, два старших сына рано умерли.
C 1899 по 1918 годы Вильгельм Маркс был депутатом прусского парламента. В 1910 году стал также депутатом рейхстага, возглавлял в нём фракцию своей партии и активно занимался школьным образованием и культурой. Маркс считался спокойным политиком, готовым к компромиссам, у которого было мало врагов.
Во время Первой мировой войны Маркс поддержал мирную резолюцию от 19 июля 1917 года.
После войны Вильгельм Маркс был избран в Веймарское учредительное собрание. Во время Рурского конфликта в отличие от многих других политиков из оккупированных регионов Маркс выступил против отделения региона от Пруссии. Свой голос в поддержку Версальского договора Маркс объяснил в первую очередь своими опасениями в том, что в отсутствие договора Рейнская область будет окончательно отделена от Пруссии.
При Веймарской республике Маркс сначала посвятил себя объединению сил центра в парламенте, чтобы добиться решительной поддержки кабинета Йозефа Вирта, что ему удалось благодаря его политическому стилю и католическому вероисповеданию.
После отставки кабинета Штреземана в 1923 году Вильгельм Маркс принял предложение рейхспрезидента Фридриха Эберта занять пост рейхсканцлера и возглавил десятое по счёту правительство Германии с 1919 года. Маркс находился на посту рейхсканцлера дважды: первый раз — почти 13 месяцев (с 30 ноября 1923 по 15 января 1925 года), второй раз — 25 месяцев (с 17 мая 1926 по 29 июня 1928 года). За этот период Марксу довелось возглавить четыре состава имперского правительства.
Вильгельм Маркс возглавлял правительство Веймарской республики в один из многочисленных кризисных периодов, на который пришлись конфликты с землями Саксония и Бавария, сепаратистские настроения в оккупированной Рейнской области. За гиперинфляцией 1923 года последовал ввод новой валюты, сопровождавшийся экономическими и финансовыми проблемами, на которые Маркс отвечал мерами по экономии бюджета, увольнениями наёмного персонала и введением новых налогов. После стабилизации ситуации в конце января 1924 года было отменено военное положение. При рейхсканцлере Марксе был принят план Дауэса.

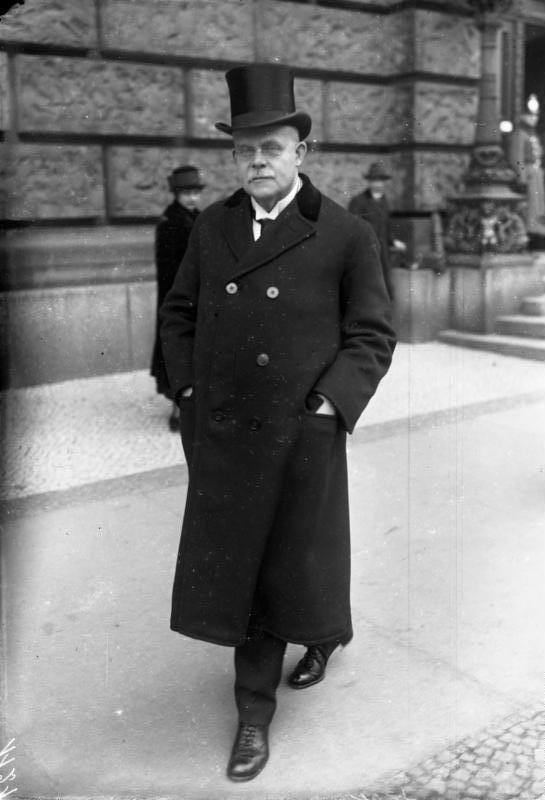
Вильгельм Маркс в 1925 году

Во второй срок рейхсканцлерства Вильгельма Маркса Германия вступила в Лигу Наций. Маркс снял с должности генерала-полковника Ханса фон Секта, превратившего рейхсвер в государство в государстве, но в дальнейшем Маркс споткнулся именно о рейхсвер. Социал-демократ Филипп Шейдеман вскрыл в рейхстаге факты тайного сотрудничества рейхсвера с Красной армией.
В 1925 году принял участие в первых всенародных выборах президента Германии: в первом туре — в качестве кандидата Партии центра, во втором — как представитель левоцентристского «Народного блока». Во втором туре набрав 45,3 % голосов, уступил Паулю фон Гинденбургу, получившему 48,3 %. Особенно досадно для Маркса было то, что Гинденбурга поддержали в том числе Баварская народная партия, кандидат которой набрал в первом туре 3,75 % голосов, и другие католические организации.
С 10 февраля по 18 марта 1925 года Вильгельм Маркс занимал пост премьер-министра Пруссии, а затем рейхсминистра юстиции в правительстве своего преемника Ганса Лютера. До 1932 года Вильгельм Маркс был депутатом рейхстага.
Во времена национал-социализма Вильгельм Маркс отдалился от политики и проживал в Бонне.